# Flunke

Flunken eines Stockankers

Flunke eines Pflugschar-Ankers

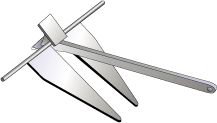
Flunke eines Platten-Ankers

Eine Flunke ist der schaufelförmige Teil eines Ankers, der sich damit in den Boden eingräbt.
Je nach Typ weist der Anker eine oder mehrere Flunken auf. So besitzt ein Stockanker zwei Flunken, ein Pflugscharanker eine Flunke und ein Faltanker oder Klappdraggen vier bis sechs Flunken.
Die im Boden eingegrabene Fläche der Flunke sowie der Winkel, mit der die Flunke in den Boden eingegraben ist, bestimmen (neben dem Gewicht des Ankers) die Haltekraft des Ankers:
- Je größer die eingegrabene Fläche der Flunke, desto größer ist die Masse des Bodens, der auf die Flunke wirkt, und desto größer ist der Widerstand, den sie einer Verschiebung im Boden entgegensetzt. Eine große eingegrabene Fläche der Flunke bedeutet somit eine große Haltekraft des Ankers.
- Bei einer Ankerkette oder Ankerleine, die im Bereich des Ankers auf dem Boden aufliegt und damit mit einer waagrechten Zugkraft auf den Anker einwirkt, bewirkt eine senkrecht im Boden eingegrabene Flunke eine hohe Haltekraft des Ankers. Sobald jedoch bei größeren Windstärken die Ankerkette oder Ankerleine nicht mehr waagrecht am Anker angreift, verringert sich bei senkrecht eingegrabener Flunke die Haltekraft des Ankers. Demzufolge sollte der Winkel zwischen Flunke und Boden stets weniger als 90° betragen, um auch bei größeren Windstärken noch eine ausreichende Haltekraft des Ankers gewährleisten zu können.